# Vilhelm Østergaard
Vilhelm Østergaard, född den 16 januari 1852 i Köpenhamn, död den 10 november 1928, var en dansk författare. 
Østergaard, som först var kontorist, sedan tidningsman, började 1879 utge berättelser, av vilka bland andra Danmarks Vovehals (1894) och Tyge Brahe (1895) åtnjöt stor folkynnest; på 1900-talet skrev har han under märket Homo Sum fem större reflekterande nutidsskildringar. Han var Betzonichs medarbetare i det patriotiska skådespelet Landsoldaten (1885) och hade framgång med flera pjäser, var redaktör för samlingsverket Vort Folk i det 19. Aarhundrede (1897–1901) och Gyldendals Bibliotek (1899–1916) och skrev för det sistnämnda en populär Dansk Litteraturhistorie (1907).